# Marten Eertman

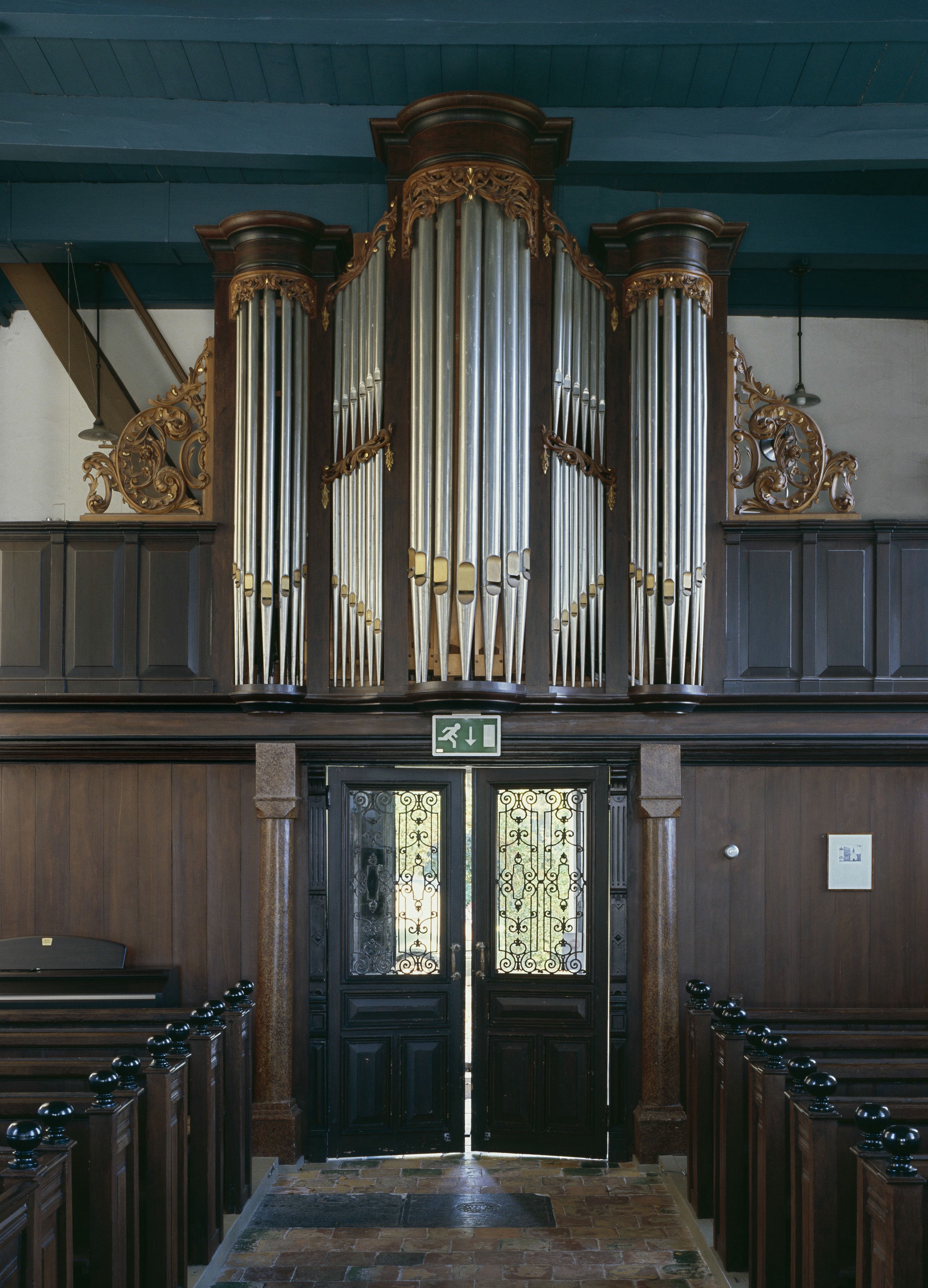
Eertman-orgel uit 1899 in de kerk van Adorp

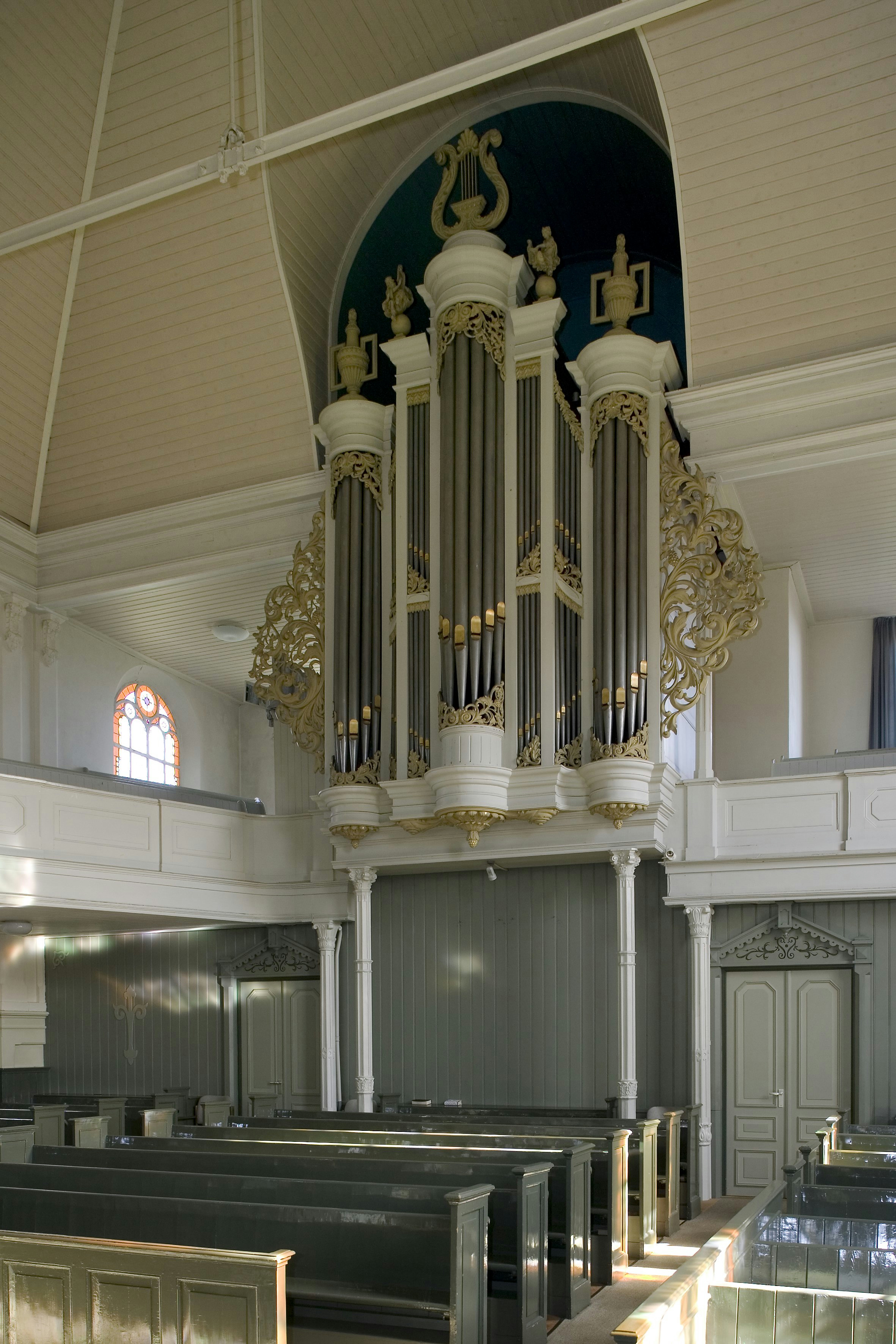
Eertman-orgel uit 1901 in de Gereformeerde kerk te Middelstum

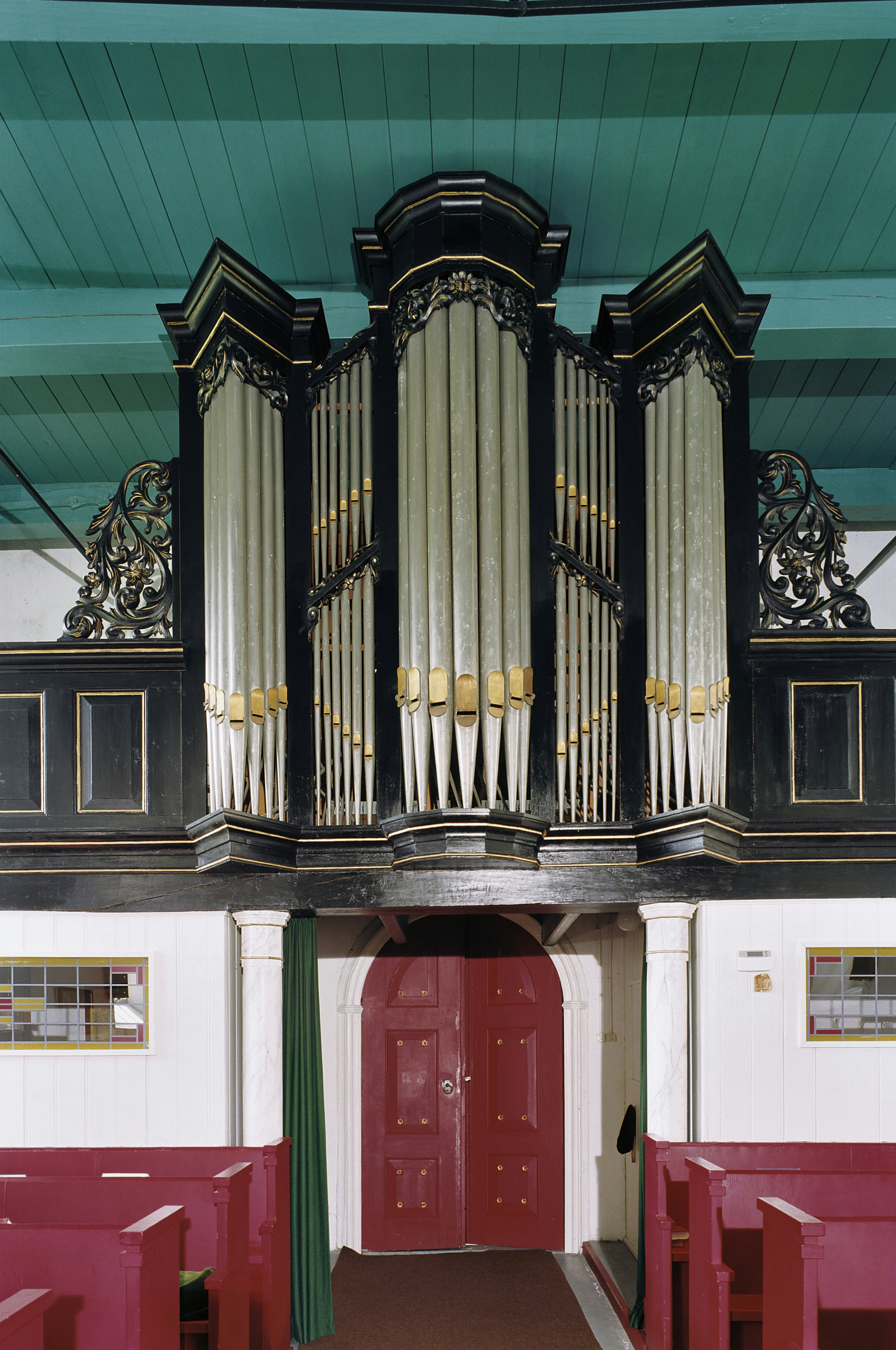
Eertman-orgel uit 1906 in de kerk van Meedhuizen

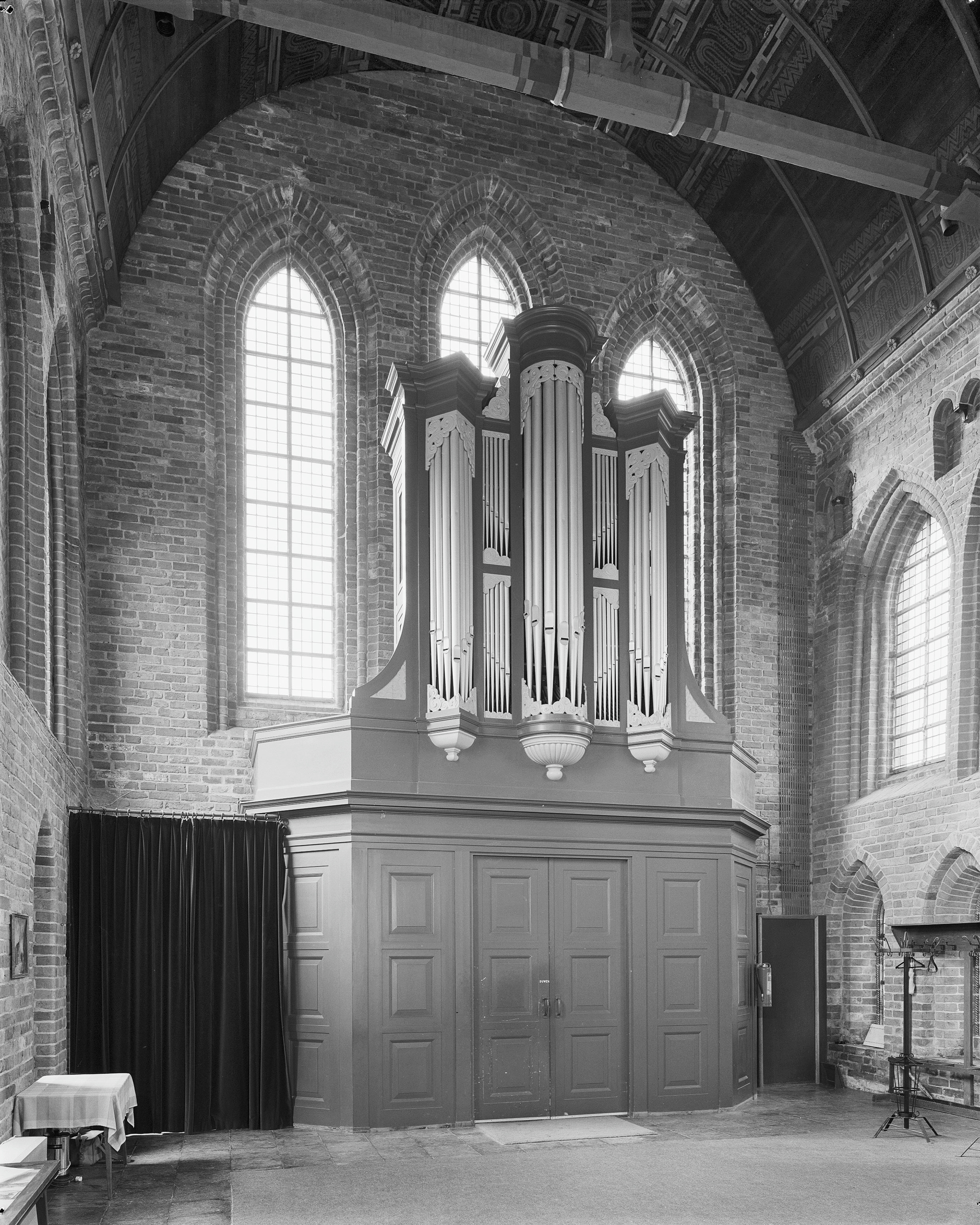
Eertman-orgel uit 1908 in de Abdijkerk te Aduard

Marten Eertman (Usquert, 13 maart 1863 - Zuidwolde, 25 juli 1940) was een Nederlandse orgelbouwer die woonde en werkte in de provincie Groningen.

## Leven en werk
Eertman was de zoon van een kuiper, Roelf Johannes Eertman, en Garbrandina Bolhuis. In 1887, het jaar waarin hij een café begon in Noordwolde, trouwde hij met Margritha Wolters. Zij kregen twee dochters, in 1888 en in 1892.   
Vanaf 1895 begon Eertman te handelen in harmoniums en piano's en ging hij zich toeleggen op onderhoud en reparatie van pijporgels. Al snel kreeg hij opdrachten voor het maken van nieuwe kerkorgels. Zijn eerste instrument bouwde hij in 1899 voor de kerk van Adorp. Daarna volgden nieuwbouwinstrumenten voor kerken in Middelstum (1901), Meedhuizen (1906), Niezijl (1907), Roodeschool (1908), Aduard (1908), Ten Post (1913, niet meer bestaand), Zuidhorn (1913), Oldehove (1913, sterk gewijzigd) en Thesinge (1920). Tot de orgels die hij verbouwd heeft behoren dat van Hendricus Huisz uit 1658 in de kerk van Noordwolde, waar zijn veranderingen in 1903 relatief bescheiden waren, en dat van Arp Schnitger uit 1696 in de kerk van Harkstede, waarvan hij in 1908 in feite alleen de orgelkast intact liet. 
Eertman had in Noordwolde een leerling, Hendrik Vegter (1892-1967), die in 1919 overstapte naar de firma A.S.J. Dekker te Goes en zich later vestigde in Usquert. Vegter is bekend van één eigen nieuwbouworgel, dat hij in 1922 bouwde voor de Walfriduskerk te Bedum. Vegter zou Eertmans schoonzoon en opvolger worden, maar toen de verloving met Eertmans dochter uitraakte bekoelde hun verstandhouding, zodat niet Vegter maar de firma Holtman & Leemhuis te Zuidbroek de zaken van Eertman overnam. Na 1925 leefde Eertman teruggetrokken in Zuidwolde, waar hij in 1940 op 77-jarige leeftijd stierf.

## Orgels
Het oeuvre van de eclectische autodidact Eertman is sterk geënt op de orgelbouw uit de 17e en 18e eeuw, zowel qua uiterlijk als qua klankideaal. Het Huisz-orgel in zijn woonplaats Noordwolde dat hij jarenlang in onderhoud had, diende hem tot voorbeeld in de vorm en ornamentiek, evenals de orgels van Schnitger, Albertus Antoni Hinsz en Heinrich Hermann Freytag. Ook is invloed te bespeuren van de Groninger orgelfamilies Lohman en Van Oeckelen. Hij gebruikte regelmatig houtsnijwerk in barok- of rococostijl dat hij van elders had betrokken. Ook orgelpijpen, klavieren en andere onderdelen kocht hij vaak kant-en-klaar in Duitsland, in navolging van Roelf Meijer, maar in tegenstelling tot deze Veendammer collega had hij een minder superieure leverancier. Daardoor is de intonatie van zijn 'boerenorgels' niet altijd heel zuiver en de klank soms wat wollig.
Bovendien had het gebruik van standaardonderdelen soms tot gevolg dat ornamenten niet pasten, zoals het houtsnijwerk in de kerk van Adorp laat zien, of dat orgelpijpen te groot waren voor de kerken waarin ze werden geplaatst. Zo is het Eertman-orgel eigenlijk veel te groot voor de kerk van Meedhuizen. De twee grootste pijpen van de prestant zijn zo lang, dat ze door de orgelkast en de zoldering heensteken. De kap van de middentoren van het orgel staat zo hoog, dat deze tussen 1937 en 1989 door het verlaagde plafond aan het oog werd onttrokken. Het werk van de "orgels bouwende caféhouder" Eertman, die enige tijd nodig had om een vakman te worden, is door dergelijke onhandigheden niet altijd serieus genomen. Niettemin geldt hij als een interessante vertegenwoordiger van de orgelbouw voor de dorpskerken op het Groninger platteland.

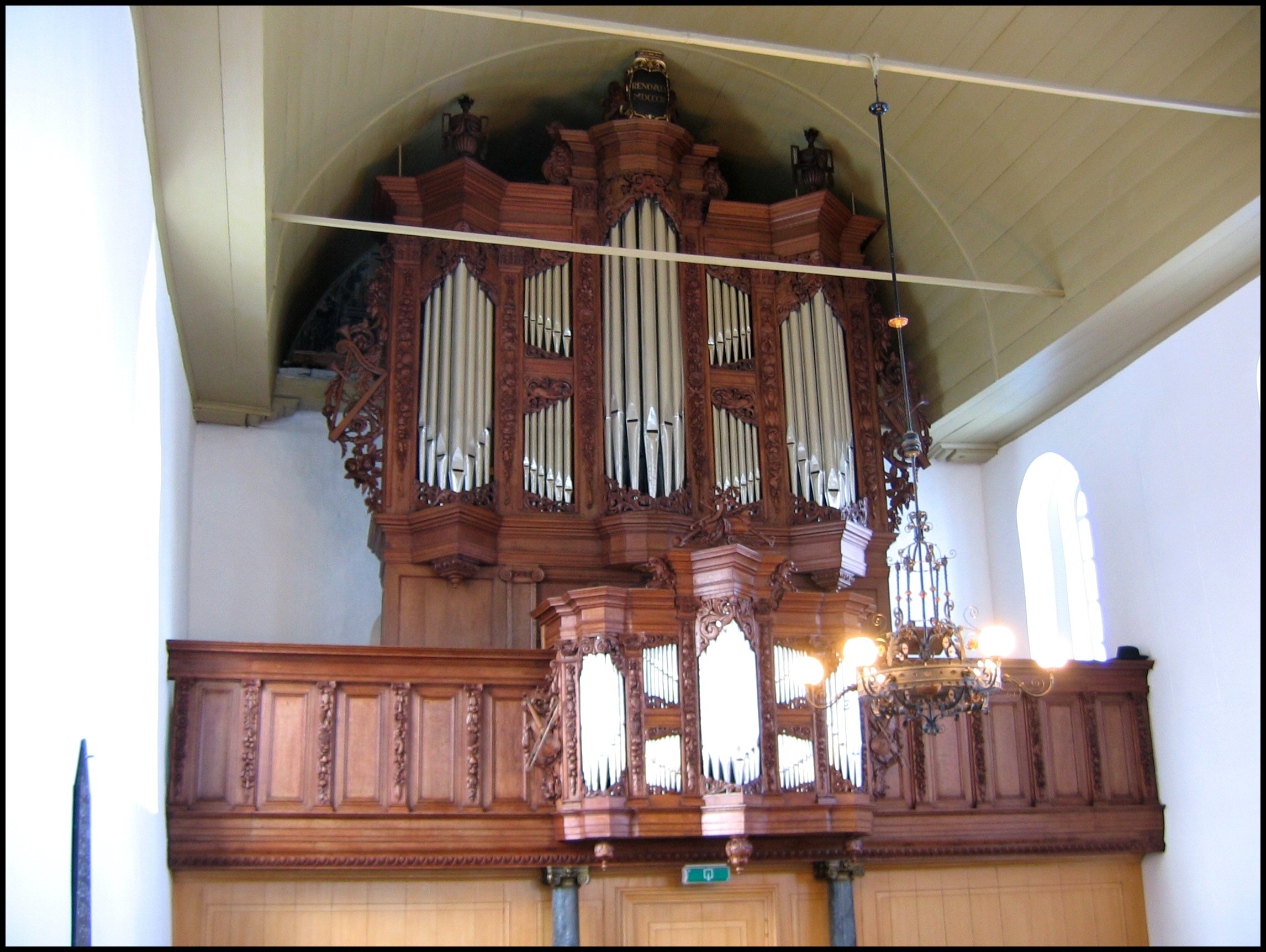
Het Huisz-orgel uit 1658 in de kerk van Noordwolde was het grote voorbeeld voor Marten Eertman
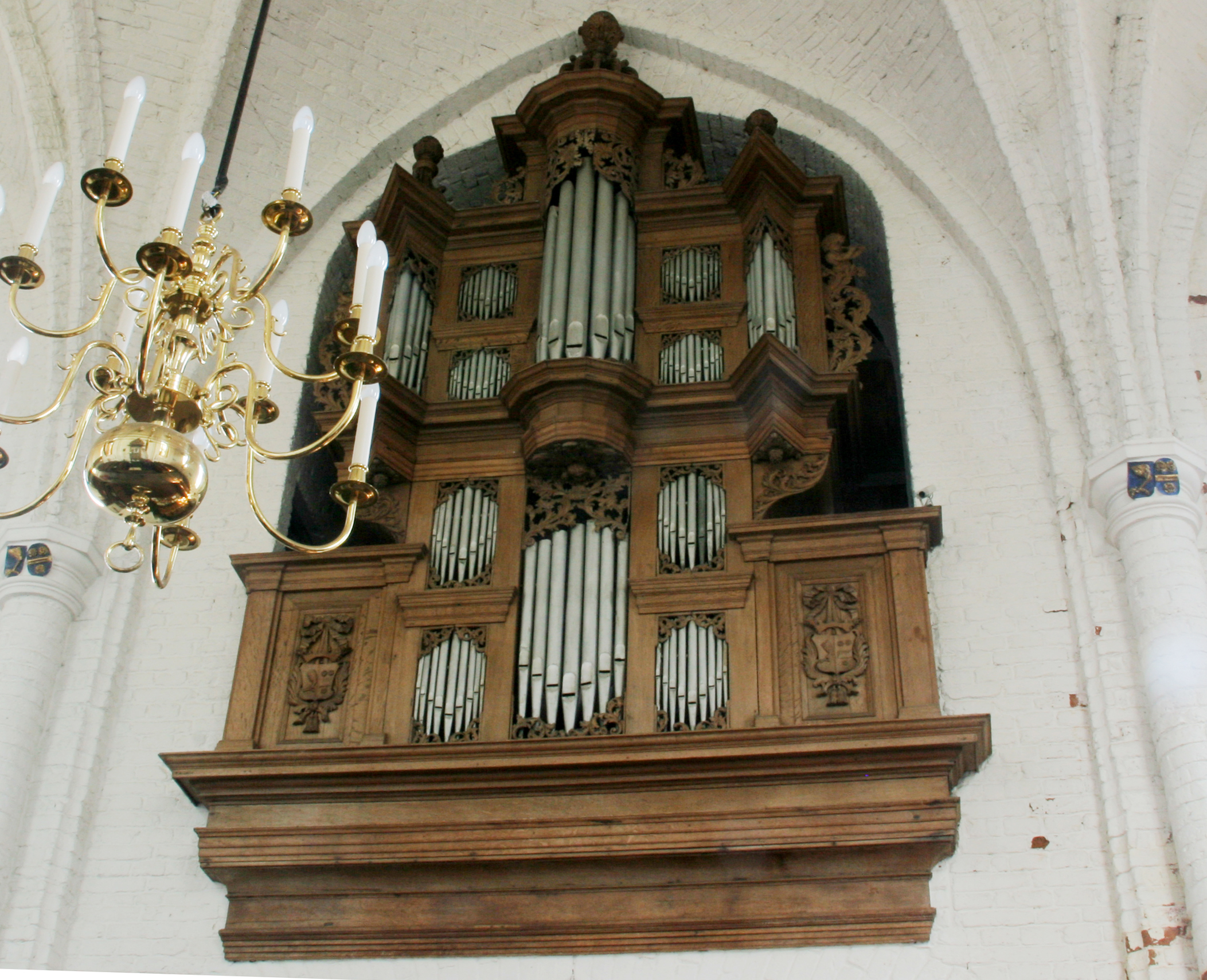
Schnitger-orgel uit 1696 in de kerk van Harkstede nadat Eertman het in 1908 had aangepakt

## Bron
- Stef Tuinstra: Marten Eertman, orgelmaker op de grens tussen kunst en kitsch. In: Groninger Kerken, 13e jrg. nr. 2, juni 1996.

Adema · Gebroeders Van der Aa · Jacobus Armbrost · Bakker & Timmenga · Johann Bätz · Jonathan Bätz · Joseph Binvignat · Sander Booij · Martin Butter · Van Dam · Matthijs van Deventer · Geert Pieters Dik · Johannes Duyschot · Roelof Barentszn Duyschot · Bernhardt Edskes · Marten Eertman · Gerardus Elberink · Elbertse · Antoon van Elen · Flentrop · Dirk Flentrop · Heinrich Hermann Freytag · Rudolf Garrels · Justus Geerkens · Pieter Geerkens · Gradussen · Albertus van Gruisen · Willem van Gruisen · Nicolaas van Hagen · Willem Hardorff · Hendrik Hermanus Hess · Jan van den Heuvel · Jan Adolf Hillebrand · Albertus Antoni Hinsz · Bernard Petrus van Hirtum · Nicolaas van Hirtum · Cornelis Hoornbeek · Klop Orgels & Klavecimbels · Hermanus Knipscheer · Johan Frederik Kruse · Ernst Leeflang · Lohman · Jan van Loo · Michaël Maarschalkerweerd · Pieter Maarschalkerweerd · Abraham Meere · Roelf Meijer · Michaël Mercator · Carl Friedrich August Naber · Familie Niehoff · Cornelis van Oeckelen · Petrus van Oeckelen · Detlef Onderhorst · Pels & Van Leeuwen · Pereboom & Leijser · Elbert Pluer · Radersma · Joachim Reichner  · Reil · Cornelis Rogier · Mense Ruiter · Conradus Ruprecht II · Hans Wolff Schonat · Franciscus Cornelius Smits · Frans Casper Snitger · Johannes Stephanus Strümphler · Johannes Wilhelmus Timpe · Valckx & Van Kouteren · Kam & Van der Meulen · Henk Veeningen · Matthijs Verhofstadt · Vermeulen · Verschueren · Johannes Vollebregt · Jacobus Vollebregt · Van Vulpen · Christian Gottlieb Friedrich Witte · Johan Frederik Witte · Lodewijk Ypma · Jacobus Zeemans
Zuid-Nederlands orgelbouwer (voor 1830)